# メジャーリーグベースボールのドーピング問題
メジャーリーグベースボールのドーピング問題（メジャーリーグベースボールのドーピングもんだい）とは、メジャーリーグベースボール（MLB）のプロ野球選手が成績向上のために運動能力向上薬物を使用してきた問題である。バルコ・スキャンダルやミッチェル報告書によってその内情が明らかになり、2013年のバイオジェネシス・スキャンダルでは1920年のブラックソックス事件の処分を上回る史上最多13人が同時に出場停止処分を科された。

## ドーピング検査導入前
のちにアメリカ野球殿堂入りを果たすパッド・ガルビンは1889年シーズン中に、チャールズ・ブラウン＝セカールが発見したサルの睾丸から抽出したテストステロンの注射を公然と行っており、当時はまだアナボリックステロイドは発明されていなかったが、その前駆体と考えられている。MLBで最初に運動能力向上薬物が使用された事例として知られている。
アメリカ野球殿堂入りを果たしたミッキー・マントルはロジャー・マリスとの本塁打王争いを繰り広げた1961年シーズンの終盤に、突然膿瘍を発症した。ステロイドやアンフェタミンが含まれる「いんちき医者」が注射した針からの感染によるものと見られている。また、ハンク・アーロンも自伝でアンフェタミンを一度だけ使用したと認めている。ウィリー・メイズは現役時代晩年にアンフェタミンを液状にして「レッドジュース」と称して飲んでいた姿をチームメイトに目撃されている。
1985年のピッツバーグ薬物裁判に関連して数多くの選手が大陪審に召喚されたが、アンフェタミンの使用についても複数選手から証言が出た。ピッツバーグ・パイレーツのデール・ベラは「ウィリー・スタージェルとビル・マドロックがチームメイトにアンフェタミンを提供していた事を主張した。
マイク・シュミットは2006年に出版された本の中で「野球界ではアナボリックステロイドよりもアンフェタミン使用の方が遥かに一般的であり、長く続いている」「メジャーリーグのクラブハウスで簡単に入手出来た」と述べ、出版の際のニューヨーク・タイムズ紙の電話インタビューで「アンフェタミンを2、3回使用した」と告白している。リッチ・ゴセージも2013年のインタビューで「運動能力向上目的では無かった」としつつも、現役時代にアンフェタミンを使用していたと認めた。
1970年代にプレーしたトム・ハウスは球速を上げるためにアナボリックステロイドを一時期使用していた事を認めており、当時少なくとも1チームあたり6、7人の投手はステロイドやヒト成長ホルモン（HGH）を試していたと推定している。回復力は高まったが球速の方は上がらず、長期的な害を及ぼす危険性について学習した後にステロイドを止めたとしている。
ケン・カミニティは現役引退後の2002年5月に、肩の故障からの回復を早めるために1996年からステロイドの使用を始め、数シーズン使用していたと告白した。1996年は自己最高の打率.326・本塁打40・打点130を記録し、MVPも受賞している。筋肉が過剰に強くなったためにその後は靭帯や腱などの関節部分を相次いで故障し、引退後も男性ホルモンの分泌が極端に少なくなるなどの後遺症に苦しめられ、躁うつ状態にもなった。また、「少なくとも半数の選手はステロイドを使用している」と発言した。カミニティは2004年10月10日にコカインの過剰摂取が原因で心臓発作を起こし、41歳で死去した。
『公認野球規則』へは記載されなかったが、1991年6月7日にはMLBコミッショナー、フェイ・ヴィンセントが医者の指示が無い限りはステロイドを使用を禁止するように全チームへ通達を出した。アメリカ合衆国国内での流通も法律上禁止されていた。MLB選手がステロイドを使用している事は報道されていたが、その問題をバド・セリグコミッショナーや選手会は軽視していた。

## ドーピング検査導入後
2003年に罰則無しの実質的にドーピング検査が導入され、2004年には5回の違反で1年間の出場停止とする罰則が設けられたが、批判をかわすには不十分なものだった。しかし、同年12月にバルコ・スキャンダルに関わる2003年12月11日の連邦大陪審の証人喚問においてジェイソン・ジアンビらがステロイドの使用を認める証言を行った事が判明し、MLBは更なる規制強化に踏み切らざるを得なくなった。
2005年1月13日には、それまでシーズン中で1度までだったドーピング検査が回数無制限の抜き打ち検査方式に変更された。同年2月にはホセ・カンセコが暴露本 『禁断の肉体改造』を出版してMLB選手の85%がステロイドを使用している、もしくは使用した事があると述べ、元チームメイトのジアンビ、マーク・マグワイア、ラファエル・パルメイロ、イバン・ロドリゲス、フアン・ゴンザレスがステロイドを使用しているところを目撃した事があると実名で挙げ、大きな波紋を引き起こした。
2005年3月17日から開かれたステロイド疑惑に関する合衆国下院公聴会には、カンセコ、マグワイア、パルメイロ、カート・シリング、アレックス・ロドリゲス、サミー・ソーサらも召喚された。カンセコは1980年～90年代に自身がステロイドを使用していた事を認めた。パルメイロやソーサが自身の薬物使用を否定した一方で、マグワイアは自身の使用に関する質問に対する返答を拒んだりするなど不審な答弁が目立ち、実質的に黙秘権を行使した。なお、パルメイロは同年8月1日にドーピング検査で陽性となり、10日間の出場停止処分を受けた。パルメイロはなおも意図的な使用は否定し、考えられる原因の一つとして「ミゲル・テハダから受け取ったビタミン剤にステロイドが混入していた」と説明した。そして8月30日を最後に現役を引退した。
2006年シーズンからは3度の違反で永久追放となる三振制度（three-strikes policy）が導入された。6月6日にアリゾナ・ダイヤモンドバックスのジェイソン・グリムズリーの自宅がバルコ（BALCO）社の捜査に関連して連邦捜査官によって家宅捜索された事が明らかになった。グリムズリーはHGHとステロイドとアンフェタミンの使用を認め、6月12日にMLB機構から50試合の出場停止処分を科された。
セリグコミッショナーがバリー・ボンズの薬物使用歴を大きく取り上げた『ゲーム・オブ・シャドウズ』の出版を機にジョージ・J・ミッチェル元民主党上院議員に薬物使用の実態調査を依頼し、2007年12月13日に発表されたミッチェル報告書と呼ばれる報告書では89人の実名が挙げられ、この報告書で薬物を使用したとされる選手の中には日本プロ野球に所属した経験のある選手の名前もあったが、日本野球機構（NPB）の根來泰周コミッショナーはNPBの薬物対策に問題は無いとして、報告書とは無関係の立場を取った。
2009年2月7日にスポーツ・イラストレイテッド誌の報道により、2003年のドーピング検査で104人の選手が陽性反応を示していた事が明らかになった。その中にはアレックス・ロドリゲスも含まれ、テストステロンとプリモボランの陽性反応を示していたと報じた。ロドリゲスは2008年4月1日に出版されたカンセコの暴露本第2弾『ビンディケーテッド』でもステロイド使用者としてマグリオ・オルドニェス、ロジャー・クレメンスと共に名前を挙げられている。9日にESPNが行った独自のインタビューで2001年から2003年までステロイドを使用していたと認めて謝罪した。
このように薬物汚染が広がった背景には1994-95年のストライキによって生じたMLBの観客離れがある。1998年のマグワイアとソーサによるシーズン最多本塁打記録争いで人気を取り戻すため、薬物問題が放置されたのだと指摘されている。マーク・マグワイアは2010年1月11日に放送された特別番組で「愚かな過ちだった。絶対にステロイドに手を出さなければよかったし、心から謝罪する。使わずに好成績の年もあれば使っても駄目な年もあったが、ともかくやるべきではなかった」と、サミー・ソーサとシーズン最多本塁打記録争いを繰り広げた1998年シーズンを含めてステロイドを使用していたと認めた。ソーサも2003年に実施された名前非公表のドーピング検査では陽性反応を示していた事が2009年6月16日に報じられている。
バリー・ボンズは2003年12月4日の連邦大陪審においてクリームやクリアと呼ばれる物質を提供されて使用していたと認めたが、「クリームやクリアは関節炎に効くクリームや栄養補助のアマニ油だと説明され、それを信じて使用していた」と主張した。それ以降も故意の使用を否定し続けたために2007年11月15日に偽証の疑いで起訴された。2011年4月13日に司法妨害1件のみ有罪とする評決を言い渡されたが、3件の偽証罪については専属トレーナーのグレッグ・アンダーソンが証言の拒否を続けた事もあって結論が出ず、裁判不成立となった。同年12月15日に司法妨害罪により、2年間の保護観察処分と30日間の外出禁止、250時間の社会奉仕活動を科された。また、4000ドル（約30万円）の罰金も科された。
ミッチェル報告書の中で、元トレーナーのブライアン・マクナミーによって「1998年から2001年にかけて複数回にわたり、ステロイドとHGHを注射した」と告発されたロジャー・クレメンスは2008年2月13日に開催された下院公聴会において「注射されたのはビタミン剤であり、ステロイドやHGHは一度も使用していない」と完全否定し、2010年8月19日に偽証に問われて起訴された。偽証を立証出来る決定的な証拠が無かったために2012年6月18日に偽証罪や虚偽の陳述及び公聴会の妨害等、6つの罪状全てで無罪となった。
ミゲル・テハダは2005年8月の下院公聴会においてHGHを購入していた事を認めたが、使用は否定した。この証言が偽証だったとして2009年2月10日に起訴され、翌11日には虚偽の証言をしたと認めた。3月26日に1年間の保護観察処分と5000ドル（約50万円）の罰金と100時間の社会奉仕活動が科された。
ステロイドに代わって普及したHGHは従来の尿検査では検出が難しいとされてきた。2013年1月10日にMLB機構と選手会がシーズン中でもHGHを摘発するための抜き打ちの血液検査を実施する事で同意した。2011年11月にアメリカの主要プロスポーツリーグで一番早くHGHの血液検査が導入されたが、シーズンオフとスプリングトレーニング中に限定されていた。テストステロンの検査は世界アンチ・ドーピング機構（WADA）公認の研究所と連携して実施される事になった。
2013年1月29日にバイオジェネシス・スキャンダルが発覚し、フロリダ州にある小さなアンチエイジング専門クリニックでHGH等の禁止薬物を購入していた選手がいる事が判明した。クリニック経営者のトニー・ボッシュが情報提供に応じ、7月22日にライアン・ブラウンに65試合、8月5日にアレックス・ロドリゲスに211試合とその他12人の選手に50試合の出場停止処分が下った。ロドリゲスは異議申し立てを行い、試合出場を続けた。シーズン終了後の10月4日に「MLB機構とバド・セリグコミッショナーがアレックス・ロドリゲスの名声とキャリアを失わせるために利用しようとしていた証拠を不適切に集めようとしていた」としてMLB機構を提訴した。